# جنازة قاتل (فلم)
جنازة قاتل (بالإنجليزية: Funeral for an Assassin) هو فيلم جريمة وإثارة جنوب أفريقيا صدر عام 1974 من إخراج إيفان هال كما صدر في الولايات المتحدة في عام 1977 أي بعد ثلاث سنواتٍ من تاريخ الصدور الأول في القارة الأفريقيّة.

## القصّة
مايكل كارديف هو ثوري محترف تلقى تدريبًا عاليًا في مجموعةٍ متنوعةٍ من تقنيات الاغتيال والتسلل والتهرب من القانون. بعد هروبه من السجن، قرّر مايكل الانتقام من الحكومة بعدّة طرق، فاستخدمَ مهاراته في القتل لاغتيالِ قاضٍ بارز ثمّ جعل من طريقةِ الاغتيال تبدو وكأنه حادث عرضي ثمّ زرع عبوة ناسفة في جنازة القاضي التي حضرها عددٌ من الشخصيّات وهو ما هزَّ قلب النظام الحاكم بعد هذه العمليّة النوعيّة.

## طاقم التمثيل
- فيك مورو في دور مايكل كارديف
- بيتر فان ديسيل في دور النقيب إيفريد روس
- غابي جيتز في دور جوليا إيفينز
- سام ويليامز في دور أومزينجا
- ستيوارت باركر في دور القائد أوفربيك
- جيليان جارليك في دور الممرضة شوينفيلد
- سيجفريد مينهارت في دور القاضي ويليام ويتفيلد
- نورمان كومبيس في دور فوري
- كريس بيزويدنهوت في دور كارل ياتس
- ألبرت رافائيل في دور كلود أورمسبي
- بروس أندرسون في دور رئيس الوزراء
- هنري فون في دور القس مارتن هيمسلي
- جوين ديفيز في دور ماجدالينا ستيوارت
- نمرود موتشاباني في دور الشرطي الأسود
- جون بولتر في دور الجراح
- ديويت فان روين في دور الوزير
- مايكل لوفجروف في دور المفتش
- جوهان برويس في دور المذيع التلفزيوني
- مايكل جيمسون في دور الوكيل

## روابط خارجية
- جنارة قاتل  في قاعدة بيانات الأفلام على الإنترنت (بالإنجليزية)
- جنازة قاتل متوفر للتحميل المجاني على أرشيف الإنترنت